# Carberry (Manitoba)
Pour les articles homonymes, voir Carberry.
Carberry est une ville du Manitoba, entourée par la municipalité rurale de North Cypress. Sa population s'établit à 1 669 personnes en 2011. Carberry est située à 50 km au l'est de Brandon.

## Démographie
| 2001  | 2006  | 2011  | 2016  |
| ----- | ----- | ----- | ----- |
| 1 513 | 1 502 | 1 669 | 1 738 |

## Personnalité
- Wilfrid May, pilote lors de la Première Guerre mondiale
- Richard Burton, acteur de renommée mondiale, résident de Carberry lorsque membre de la Royal Air Force
- Ernest Thompson Seton, auteur, artiste et pionnier du mouvement scout

## Référence
- (en) Cet article est partiellement ou en totalité issu de l’article de Wikipédia en anglais intitulé « Carberry, Manitoba » (voir la liste des auteurs).

1. ↑  « Statistique Canada - Profils des communautés de 2006 -    Carberry » (consulté le 4 juin 2020)
2. ↑  « Statistique Canada - Profils des communautés de 2016 -   Carberry » (consulté le 3 juin 2020)